# Gromada Hołody
Gromada Hołody war eine Verwaltungseinheit in der Volksrepublik Polen zwischen 1959 und 1969. Verwaltet wurde die Gromada vom Gromadzka Rada Narodowa, dessen Sitz sich in Hołody befand und der aus 15 Mitgliedern bestand.
Die Gromadę Hołody wurde am 31. Dezember 1959 im Powiat Bielski in der Woiwodschaft Białystok gebildet und entstand aus der aufgelösten Gromada Parcewo und dem Dorf Widowo aus der aufgelösten Gromada Kotły.
Zum 1. Januar 1969 wurde die Gromada Hołody aufgelöst, die Dörfer Krzywa, Szczyty-Nowodwory, Szczyty-Dzięciołowo, Spiczki und Wólka kamen zur Gromada Orla das Dorf Ogrodniki zur Gromada Pasynki, der Rest der Gromada wurde in die Gromada Bielsk Podlaski eingegliedert.